# 黎卓宇

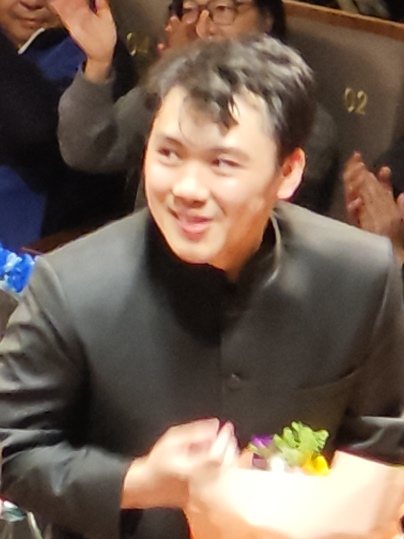
黎卓宇，2024年

黎卓宇（英語：George Li，1995年8月24日—)，美国华裔钢琴家，曾获2015年柴可夫斯基国际音乐比赛银奖。

## 生平
黎卓宇出生于美国马萨诸塞州波士顿，父母都来自中国大陆，他四岁开始习琴，曾先后跟随杨镜钏、殷承宗、卞和暻以及罗素·谢尔曼等老师学习。
黎卓宇八岁时在波士顿举办了个人首次独奏会，11岁时即在著名的卡内基音乐厅登台表演，并因此得到美国NPR电台、哥伦比亚广播公司等媒体的关注和报道。2011年6月时，黎卓宇曾受邀在白宫举办的国宴上，为美国总统奥巴马及来访的德国总理默克尔表演。
黎卓宇曾获库珀国际钢琴比赛第一名、国际青年音乐艺术家钢琴比赛第一名、吉尔摩青年艺术家奖、艾弗里·费舍职业大奖等奖项。2015年6月斩获第十五届柴可夫斯基国际音乐比赛第二名之后，黎卓宇逐渐吸引到国际音乐界的关注，目前和他合作过的著名交响乐团包括克利夫兰管弦乐团、柏林德意志交响乐团、鹿特丹爱乐乐团、圣彼得堡爱乐交响乐团、西蒙·玻利瓦交响乐团等等。